# Robert D. Fulton
Robert David Fulton, född 13 maj 1929 i Waterloo, Iowa, död 21 februari 2024, var en amerikansk demokratisk politiker. Han var Iowas viceguvernör 1965–1969 och guvernör från 1 januari till 16 januari 1969.
Fulton var ledamot av Iowas representanthus 1959–1961 och ledamot av Iowas senat 1963–1965.
Fulton efterträdde 1965 W.L. Mooty som Iowas viceguvernör och efterträddes 1969 av Roger Jepsen. År 1969 avgick guvernör Harold Hughes och Fulton innehade guvernörsämbetet en kort tid innan Robert D. Ray tillträdde som guvernör.